# Acetofenona
La acetofenona es un compuesto orgánico de fórmula C6H5C(O)CH3. Es la cetona aromática más simple. Este líquido viscoso incoloro es un precursor en la preparación de numerosas resinas y fragancias.

## Producción
La acetofenona se puede conseguir por varios métodos. En la industria, es un producto de la oxidación de etilbenceno, que principalmente forma hidroperóxido de etilbenceno utilizado en la producción de óxido de propileno.

## Usos

### Precursor de resinas
Las resinas de interés comercial son producidas por la acción del formaldehído en una base sobre la acetofenona. Los polímeros resultantes son convencionalmente descritos por la fórmula [(C6H5C(O)CH]x(CH2)x}n, resultante de la condensación aldólica y son utilizados en la confección de tintas y recubrimentos. Puede también ser modificado por hidrogenación, proporcionando polioles que forman derivados útiles cuando se combinan formando enlaces cruzados con diisocianatos.

### Precursor del estireno
La conversión de acetofenona en estireno se hace comúnmente en los laboratorios académicos a través de un proceso de dos pasos, que ilustra la reducción del carbonilo y deshidratación de los alcoholes:
4 C6H5C(O)CH3  + NaBH4  +  4 H2O   →  4 C6H5CH(OH)CH3  +   NaOH  +  B(OH)3
La industria utiliza un proceso similar, sin embargo, la reducción de carbonil se lleva a cabo por hidrogenación sobre un catalizador que contiene cobre.El alcohol secundario deshidrata fácilmente a estireno:
C6H5CH(OH)CH3   →  C6H5CH=CH2  +   H2O

### Uso farmacéutico, áreas farmacéuticas y relacionadas
La acetofenona es materia prima para la síntesis de diversos productos farmacéuticos
 y también es un portador están aprobados para su uso por las autoridades sanitarias (FDA) de los Estados Unidos. En un informe de 1994 publicado por los principales fabricantes de cigarros norteamericanos, la acetofenona fue uno de los 599 aditivos mencionados.
La acetofenona se utiliza para hacer fragancias que se asemejan a la almendra, la cereza, la madreselva, el jazmín y la fresa. También se utiliza como un aditivo en la goma de mascar. 
Debido a sus características proquirales, la acetofenona como sustrato se utiliza a menudo en experimentos de transferencia de hidrógeno asimétrica.

## Estado natural
La acetofenona está presente de forma natural en muchos alimentos tales como manzana, el albaricoque y plátano.

## Farmacología
A finales del siglo XIX y principios del siglo XX, la acetofenona tenía uso terapéutico
. Se vendió como hipnótica y anticonvulsivo con el nombre comercial Hipnona. Una dosis típica es desde 0,12 hasta 0,3 ml. Sus efectos sedantes se consideran superiores tanto a la paraldehido como el hidrato de cloral. En los seres humanos, la acetofenona se metaboliza a ácido benzoico, ácido carbónico  y acetona.